# Port Chester
 Port Chester es una villa ubicada en el condado de Westchester en el estado estadounidense de Nueva York. En el año 2000 tenía una población de 27,867 habitantes y una densidad poblacional de 4,565.5 personas por km².

## Geografía
Port Chester se encuentra ubicado en las coordenadas 41°0′18″N 73°40′8″O / 41.00500, -73.66889. Según la Oficina del Censo, la ciudad tiene un área total de 6,4 km² (2,5 mi²), de la cual 6,1 km² (2,4 mi²) es tierra y 0,3 km² (0,1 mi²) (0%) es agua.

## Demografía
Según la Oficina del Censo en 2000 los ingresos medios por hogar en la localidad eran de $45,381, y los ingresos medios por familia eran $51,025. Los hombres tenían unos ingresos medios de $32,848 frente a los $32,461 para las mujeres. La renta per cápita para la localidad era de $21,131. Alrededor del 10.1% de la población estaban por debajo del umbral de pobreza.

## Educación
El Distrito Escolar de Port Chester gestiona escuelas públicas.